# Liste der Beiträge für den besten fremdsprachigen Film für die Oscarverleihung 1991
Die folgenden 37 Filme, alle aus verschiedenen Ländern, waren Vorschläge in der Kategorie bester fremdsprachiger Film für die Oscarverleihung 1991. Die hervorgehobenen Titel waren die fünf letztendlich nominierten Filme, welche aus den Ländern China, Deutschland, Frankreich, Italien und Schweiz stammen. Der Oscar ging an den Film Reise der Hoffnung, welches von der Schweiz eingereicht wurde.
Zum ersten Mal wurde jeweils ein Vorschlag aus Chile und den vereinten Deutschland in dieser Kategorie eingereicht.

## Beiträge
| Land                | Deutscher Verleihtitel              | Originaltitel                                      | Sprache(n)        | Regisseur(e)               | Ergebnis        |
| ------------------- | ----------------------------------- | -------------------------------------------------- | ----------------- | -------------------------- | --------------- |
| Ägypten             | Für immer Alexandria                | اسكندرية كمان وكمان (Iskandariyya, kamān wa kamān) | Arabisch          | Youssef Chahine            | Nicht nominiert |
| Argentinien         | Ich, die Unwürdigste von allen      | Yo, la peor de todas                               | Spanisch          | María Luisa Bemberg        | Nicht nominiert |
| Bulgarien           | Rebellen ohne Hoffnung              | Маргарит и Маргарита (Margarit i Margarita)        | Bulgarisch        | Nikolai Wolew              | Nicht nominiert |
| Chile               | Der Mond im Spiegel                 | La Luna en el espejo                               | Spanisch          | Silvio Caiozzi             | Nicht nominiert |
| Volksrepublik China | Judou                               | 菊豆 (Jú Dòu)                                      | Mandarin          | Zhang Yimou                | Nominiert       |
| Dänemark            | Laß die Eisbären tanzen             | Lad isbjørnene danse                               | Dänisch           | Birger Larsen              | Nicht nominiert |
| Deutschland         | Das schreckliche Mädchen            | Das schreckliche Mädchen                           | Deutsch           | Michael Verhoeven          | Nominiert       |
| Finnland            | Winterkrieg                         | Talvisota                                          | Finnisch          | Pekka Parikka              | Nicht nominiert |
| Frankreich          | Cyrano von Bergerac                 | Cyrano de Bergerac                                 | Französisch       | Jean-Paul Rappeneau        | Nominiert       |
| Griechenland        | Liebe unter der Dattelpalme         | Έρωτας στη χουρμαδιά (Erotas sti hourmadia)        | Griechisch        | Stavros Tsiolis            | Nicht nominiert |
| Hongkong            | Ba ya jin                           | 八兩金 (Ba ya jin)                                 | Kantonesisch      | Mabel Cheung               | Nicht nominiert |
| Indien              | Anjali                              | அஞ்சலி (Anjali)                                      | Tamil             | Mani Ratnam                | Nicht nominiert |
| Indonesien          | Der Himmel ist mein Haus            | Langitku rumahku                                   | Indonesisch       | Slamet Rahardjo            | Nicht nominiert |
| Island              | Papier-Peter                        | Pappírs Pési                                       | Isländisch        | Ari Kristinsson            | Nicht nominiert |
| Israel              | Shuru                               | שורו (Shuroo)                                      | Hebräisch         | Savi Gavison               | Nicht nominiert |
| Italien             | Offene Türen                        | Porte aperte                                       | Italienisch       | Gianni Amelio              | Nominiert       |
| Japan               | Stachel des Todes                   | 死の棘 (Shi no toge)                               | Japanisch         | Kōhei Oguri                | Nicht nominiert |
| Jugoslawien         | Zeit der Wunder                     | Време чуда (Vreme čuda)                            | Serbokroatisch    | Goran Paskaljević          | Nicht nominiert |
| Kanada              | Rivalinnen                          | Une histoire inventée                              | Französisch       | André Forcier              | Nicht nominiert |
| Kuba                | Die Schöne vom Alhambra             | La Bella del Alhambra                              | Spanisch          | Enrique Pineda Barnet      | Nicht nominiert |
| Mexiko              | Cabeza de Vaca                      | Cabeza de Vaca                                     | Spanisch          | Nicolás Echevarría         | Nicht nominiert |
| Niederlande         | Die Abende                          | De Avonden                                         | Niederländisch    | Rudolf van den Berg        | Nicht nominiert |
| Norwegen            | Herman und der König von Belgien    | Herman                                             | Norwegisch        | Erik Gustavson             | Nicht nominiert |
| Österreich          | Requiem für Dominic                 | Requiem für Dominic                                | Deutsch           | Robert Dornhelm            | Nicht nominiert |
| Peru                | Der Himmel über Lima                | Caídos del cielo                                   | Spanisch          | Francisco José Lombardi    | Nicht nominiert |
| Polen               | Korczak                             | Korczak                                            | Polnisch          | Andrzej Wajda              | Nicht nominiert |
| Portugal            | Der Prozeß des Königs               | O Processo do Rei                                  | Portugiesisch     | João Mário Grilo           | Nicht nominiert |
| Rumänien            | Warum klingeln die Glocken, Mitica? | De ce trag clopotele, Mitica?                      | Rumänisch         | Lucian Pintilie            | Nicht nominiert |
| Schweden            | Guten Abend, Herr Wallenberg        | God afton, Herr Wallenberg                         | Schwedisch        | Kjell Grede                | Nicht nominiert |
| Schweiz             | Reise der Hoffnung                  | Reise der Hoffnung (Umuda Yolculuk)                | Deutsch, Türkisch | Xavier Koller              | Gewonnen        |
| Sowjetunion         | Taxi Blues                          | Такси-блюз (Taksi-Bljus)                           | Russisch          | Pawel Semjonowitsch Lungin | Nicht nominiert |
| Spanien             | Ay Carmela! – Lied der Freiheit     | ¡Ay, Carmela!                                      | Spanisch          | Carlos Saura               | Nicht nominiert |
| Südkorea            | Mayumi                              | 마유미 (Mayumi)                                    | Koreanisch        | Shin Sang-ok               | Nicht nominiert |
| Taiwan              | Lied der Verbannung                 | 客途秋恨 (Ke tu qiu hen)                           | Kantonesisch      | Ann Hui                    | Nicht nominiert |
| Thailand            | Nawng mia                           | น้องเมีย (Nawng mia)                                 | Thailändisch      | Chatrichalerm Yukol        | Nicht nominiert |
| Tschechoslowakei    | Vojtech, der Waise genannt          | Vojtěch, řečený sirotek                            | Tschechisch       | Zdeněk Tyc                 | Nicht nominiert |
| Ungarn              | Klein, aber sehr stark              | Kicsi, de nagyon erös                              | Ungarisch         | Ferenc Grunwalsky          | Nicht nominiert |